# Collège de Tréguier
 (août 2007).
Si vous disposez d'ouvrages ou d'articles de référence ou si vous connaissez des sites web de qualité traitant du thème abordé ici, merci de compléter l'article en donnant les références utiles à sa vérifiabilité et en les liant à la section « Notes et références ».
Le Collège de Tréguier est un collège de l'ancienne université de Paris. 
Il fut fondé place Cambrai le 20 avril 1325, par le testament de Guillaume de Coatmohan, grand chancelier de l'église de Tréguier, pour huit écoliers du diocèse de Tréguier. En 1412, la fondation fut augmentée par Olivier Loujon. Le collège de France fut construit sur son emplacement et celui des deux collèges proches, le collège de Léon et le collège de Cambrai.